# Boisz się alarmów... (Peiha solo album cz. I)
Boisz się alarmów... (Peiha solo album cz. I) – debiutancki album białostockiego rapera Piha. Wydawnictwo ukazało się 9 maja 2002 roku nakładem wytwórni muzycznej R.R.X. W 2008 roku materiał wznowiła oficyna Vision Music. Oprawę graficzną albumu wykonał Grzegorz "Forin" Piwnicki.
Zostały nakręcone dwa teledyski promujące płytę, do utworów "Nie ma miejsca jak dom" i "Nie zasypiaj".

## Lista utworów
Opracowano na podstawie materiału źródłowego.
1. "Wiesz kto ma ogień" (produkcja: Camey, DJ 600V, scratche: DJ Kostek) – 4:16
2. "Waga słowa" (produkcja: Bartosz, gość. Fenomen, scratche: DJ Kostek) – 4:05
3. "Nie ma miejsca jak dom" (produkcja: DJ 600V) – 4:21[A]
4. "Nie zasypiaj" (produkcja: Żółty, gość. Chada) – 4:01
5. "Daję rap muzykę" (produkcja, scratche: DJ 600V, gość. Borixon) – 4:37
6. "Pihszou" (produkcja: IGS, scratche: DJ Kostek) – 4:31
7. "Zabijamy się dla cyfry II" (produkcja: DJ 600V) – 5:20
8. "Witam" (produkcja: Camey, gość. Wzgórze Ya-Pa 3, scratche: DJ Kostek) – 4:46
9. "..." (produkcja: Bartosz) – 2:46
10. "Nic co ludzkie" (produkcja: Bartosz, gość. 1z2) – 4:36
11. "To tylko skit" (produkcja: Dyha) – 3:19
12. "Nie dla mnie (produkcja: Camey) – 4:23
13. "Złe wiadomości" (produkcja: Camey, gość. Endefis) – 4:03
14. "One są wszędzie" (produkcja: Camey, gość. Franek) – 3:25
15. "Hajlajf" (+ utwór dodatkowy: 2 historie) (produkcja: Jajonasz) – 7:29

Notatki
- A^ W utworze wykorzystano sample z piosenki "Jesień idzie przez park" w wykonaniu Krzysztofa Klenczona[4].